# Sargassowa planeta
Sargassowa planeta (tyt. oryg. Sargasso of Space) – pierwsza część cyklu powieści przygodowych zaliczających się do kręgu fantastyki serii "Solar Queen" autorstwa Andre Norton. W Polsce pierwsze wydanie książkowe ukazało nakładem ”Domu Wydawniczego „Rebis”” w 1991 roku.
Powieść opowiada o przygodach młodego załoganta "Dana Thorsona", który po skończonej akademii otrzymał przydział na niezależny kupiecki frachtowiec kosmiczny "Królowa Słońca". Wraz z całą załogą odbywa kolejne wyprawy w odległe zakątki znanego im kosmosu w celu pozyskania ładunku. W trakcie tych misji załoga niejednokrotnie wpada w różne tarapaty.
W pierwszej części cyklu "Królowa Słońca" trafia w okolicę gdzie zniknęło kilka innych frachtowców kupieckich i sama popada w kłopoty.